# Wildhornmassiv

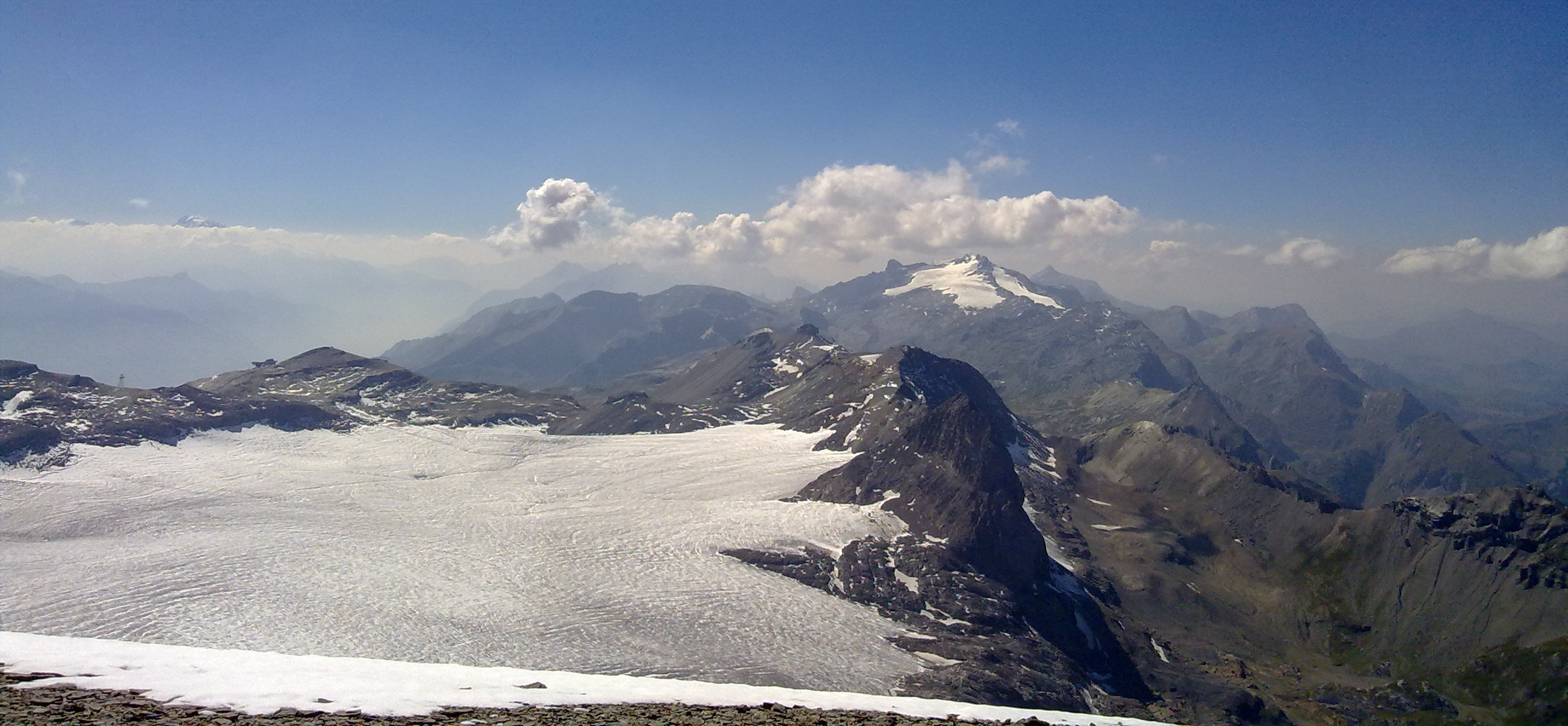
Das Wildhorn vom Wildstrubel aus gesehen

Das Wildhornmassiv ist eine grosse Berggruppe in den westlichen Berner Alpen. Das Wildhornmassiv liegt auf Berner sowie auf Walliser Boden zwischen Sanetschpass im Westen, Rhonetal im Süden, Rawilpass im Osten sowie einer Linie Gsteig-Lenk im Norden. Der Rawilpass trennt das Massiv vom Wildstrubelmassiv. Die nächste grössere Ortschaft ist Lenk im Simmental.
Der höchste und namensgebende Gipfel des Wildhornmassivs ist das Wildhorn (3248 m ü. M.), weitere Gipfel sind Niesehorn (2780 m ü. M.), Arpelistock (3035 m ü. M.), Spitzhorn (2807 m ü. M.), Schnidehorn (2937 m ü. M.) und das Sex Rouge (2884 m ü. M.). Die Gruppe wird durch die beiden Hütten des SAC, Wildhornhütte und Geltenhütte, erschlossen.